# 遼夏戰爭
辽夏战争，是北宋中期中国北方的契丹族建立的辽国和中国西北地区的党项族建立的西夏之间的战争。战争分为两个时间段，一是在1044年（宋庆历四年，辽重熙十三年）遼興宗为报复西夏在边境地区的挑衅而发动，最后被西夏大败。二是在1049年（宋皇祐元年，辽重熙十八年）夏景宗駕崩後西夏政权不稳辽国趁机为报复上次伐夏之败再次发动的战争，但是因为轻敌导致辽军先胜后败，最后辽夏议和，到了遼道宗时期辽夏两国关系恢复正常。

## 辽夏第一次战争

### 背景
北宋与西夏之间发生了三川口、好水川、定川等3次大规模战役，都以宋军失败而告终，史称“镇戎三败”。虽宋在屡败之余扬言要重整决战，但实际上想与西夏握手言和。西夏虽屡胜，但所掠夺所获却抵偿不住战争中的消耗，与先前依照和约及通过宋夏民间贸易所的的物资相比，实在是得不偿失。此外，由于景宗好大喜功，四处征战，国库空空如也、民间贸易中断后，西夏货币上涨，百姓十分困苦，四处怨声载道以及西夏与辽出现矛盾等各种主观原因，使西夏不得不与宋廷和谈，因此，西夏天授礼法延祚五年（1042年）六月，景宗派遣西夏皇族李文貴前往东京议和，宋仁宗表示愿意接受西夏议和建议，并将谈判的全权交给左谏议大夫、龙图阁直学士、知延州事、鄜延路马步军都部署兼经略安抚缘边招讨使庞籍。双方自第二年开始进行正式谈判。这时候辽国皇帝興宗为了巩固自己的地位，见宋朝在宋夏之间的不利地位，于辽重熙十一年（1042年）正月，辽一面在边界重兵压境，一面派遗南院宣徽使萧英和翰林学士刘六符与北宋交涉，提出府将原辽的藩属北汉的领土及关南十县地（此地之前被周世宗北伐幽云的时候收回，后被北宋继承）归还，只有如此，才能“益深兄弟之怀，长守子孙之计”。宋辽两国经过反复教力之后，辽国放弃关南十地，宋在澶渊之盟的基础上增加岁币十万两、绢十万匹，并且约束西夏尽快与宋朝讲和。
早前时候，辽国为了用西夏来制约北宋，以兴平公主下嫁景宗联姻，以景宗为驸马都尉。但夫妻二人关系一直不睦，后来，兴平公主病重，景宗对公主不闻不问，公主忧郁而死。興宗因景宗此前遣使朝贡时候未告知公主病情，直到得到公主病逝的消息后，辽于是遣使者北院承旨耶律庶成手持诏书去西夏诘问，岂料遭到了景宗的羞辱，引起興宗的不满。所以辽国在得到宋增加岁币的承诺后要求西夏尽快与宋朝议和。
而原来的计划是西夏本与辽国约相左右以困宋朝，辽以南地十地来制约宋朝，当宋辽两国媾和之后。西夏怨辽国背约，景宗故对辽国多次出言不逊。当看到辽国坐受所益岁币，于是有隙。就在辽夏边境地区挑衅，还策动辽境内的党项部落叛逃。興宗派遣使者去诘问，景宗态度傲慢说道：“自称西朝，谓契丹为北边。又曰：‘请戢所管部落，所贵不失两朝欢好。宗真既以强盛夸于‘中国’，深耻之。’”1044年5月，辽西南面招讨都监罗汉奴率军讨伐叛辽的党项部落，敲山震虎，以警告西夏。西夏不甘示弱，出兵还击大败辽兵，契丹招讨使萧普达、四捷军详稳张佛奴等将领战死。興宗大怒，征招诸路兵马会与西南的辽夏边境，决定亲征西夏，同时派遣使者通告宋朝阻止宋夏和议。而宋朝因为在与西夏议和的时候讨价还价处于不利地位时候，正好获得辽夏开战的机会，于是趁机提高筹码。但宋既不想失去同西夏议和的机会，又不愿意得罪辽国，就拖着不管，以西夏誓表“言辞不顺”为由，于是扣留西夏使者，坐山观虎斗。
西夏看到辽国的动作之后，于是紧急派遣使者与辽国通好，向興宗发出求和的信号。而已经决定亲征的興宗不肯这样打道回府，召见夏使的时候以“纳叛背盟”之罪，于是也扣留西夏使者。挥军进入西屯宁仁、静寇两镇，欲等到天寒黄河结冰之时踏河而过，进入西夏唐隆镇内劫掠户口、牛羊、财物。西夏此时也在派兵沿着黄河严加守备，并且派出使者出使宋朝，答应宋朝条件。

### 战争过程
1044年（北宋庆历四年，辽重熙十三年）十月。興宗亲率骑兵十万，出金肃城；遣皇太弟、天齐王耶律重元为马步军大元帅，率骑兵七千出南路；北院枢密使、韩国王萧惠将兵六万出北路；东路留守、赵王萧孝友率师为后应。而西夏与辽国仅隔一条黄河，向无城堡可守。辽军兵分三路渡河，长驱直入四百里，无一路上没有西夏军阻挡。于是进入得胜寺南壁。西夏派遣党项谍者出觇敌，契丹获之，射鬼箭。遂以左厢兵潜屯贺兰山北。萧惠遣殿前副检点萧迭里得、护卫经宿直古迭纵兵冲击，西夏军以打宋军的模式与辽军对抗，景宗亲率亲兵掩击辽军，将辽军重重围住，但辽军的野战能力比宋军好。辽将迭里得奋勇力斗，左右驰射，跃马直击中坚，夏众不能当，大溃而退。
西夏军大败之后，景宗退到贺兰山中，见辽军势盛，就上表请和。興宗派遣右夷离堇萧滴冽试探真伪，滴冽为陈祸福，景宗请求辽军退师十里，以便自己收回叛逃辽国的党项，进献方物。于是興宗命北院枢密副使萧革迓之，进军次于河曲，景宗亲率党项诸部待罪，興宗命北院枢密副使萧革诘问景宗以“纳叛背盟”之故，并且赐之酒，许以自新。但是这时萧惠等人认为西夏人狼子野心，于是说道：“夏人忘奕世恩，萌奸计，今车驾亲临，大军并集，天诱其衷，使彼来迎，天与不图，后悔何及！”興宗犹豫未决。景宗知道自己处境艰难，于是主动退兵三十里等待興宗的最终决定。等到辽军前进的时候，西夏军连续后退三次，总计百里。每一次后撤都实施焦土政策，使得辽军深入夏境没有后勤补给。看到此时興宗同意西夏的求和，而此时景宗又拖延数日，估计辽军粮草将尽，人困马乏的时候，突袭辽军大营，显然辽军已经做好准备。辽军主将萧惠督数路兵掩击，杀数千人。夏军溃败，萧惠亲率先锋随后追击，有命右翼军迅速包抄西夏军后路。景宗只率以千余残兵败将突围而出，辽军紧追不舍，眼看景宗就要被活捉，这时候忽狂风骤起，飞沙走石，沙尘暴来临，辽军士兵被眯住眼睛，自乱阵脚。夏军趁势反攻，辽军大败，自相踩踏者不可胜计。夏军趁乱攻打興宗的南壁大营，辽军再败，全线崩溃，興宗单骑突出重围，其御用的器服，车骑都被西夏军俘获。夏军又攻入萧孝友寨，执鹘突姑驸马萧胡睹及近臣数十人。
景宗击败辽军之后。见好就收，一面乘胜遣使向辽求和，一面又向宋朝契丹献俘，宋朝对景宗的心理洞察秋毫，故对其上表的对策是：仅受其上表而却其献俘。興宗新败之余，只得接受西夏的求和，西夏放还所俘虏的萧胡睹等辽将，辽也放还被扣留的西夏使者。史书上记载西夏俘虏敌国军队就实施劓刑（割鼻子）示辱，故辽国中每以无鼻子为诟诮。

### 评价
此战斗辽军先胜后败，根本原因在于轻敌。興宗虽然无奈接受西夏的求和，但并没有付出一文钱的“岁币”，而景宗虽然乘胜求和却并未由此拒绝向辽国“称臣”。而辽夏第一次战争又促使宋夏和议的加速签订。至此宋、辽、西夏三足鼎立的形势形成。
《西夏书事》评价：“曩霄之事契丹，虽世为甥舅，乌足得其志哉！兴、灵负远，纳叛侵疆，乘隙辄动，贡使方至，事变随生，问罪兴师，自将亲征，胜则无奇，败则有悔。昔赵咨对魏主曰：“大国有征伐之师，小国有备御之固。亶其然乎。”

## 辽夏第二次战争

### 背景
景宗在签订宋夏和议后开始独行专制、日益骄淫并且贪好女色。后宫之乱引来贵族卫慕氏的叛变（1034年）。又中种世衡的反间计而错杀野利旺荣与野利遇乞，并且迷恋迎娶野利遇乞的妻子没藏氏，生李諒祚。太子李宁令哥与景宗因废母（野利皇后）夺妻（没𠼪皇后）之仇，被没藏氏的弟弟没藏讹庞教唆刺杀景宗。景宗駕崩後没藏讹庞杀太子，立两岁的李諒祚继位，即夏毅宗。西夏的大权掌握在其母没藏氏和其舅没藏讹庞的手里。没藏讹庞分别遣使到宋辽两国告知景宗“不幸”，新君继位。而趁着上次大败之后的辽国君臣一直在寻找“思雪前耻”的机会，于是趁着西夏“新君幼弱，强臣用事”之良机，兴师复仇，而拒绝对毅宗的册封，并且扣留了西夏使者。

### 战争过程
1049年（宋皇祐元年，辽重熙十八年）初，興宗又一次会集逐路兵马命北面枢密使萧惠统领出征，同时也派遣使者去宋朝告知宋不要支援西夏，宋的态度和上次一样，坐山观虎斗。
七月，興宗下诏亲征，以天齐王耶律重元、北院大王耶律仁先为前锋，韩国王萧惠为河南道行军都统，赵王萧孝友、汉王贴不为副都统之，率兵渡过黄河攻入西夏的唐隆镇，西夏地方官吏纷纷撤走。同时以耶律敌鲁古为北道行军都统，率阻卜诸部军由北郡直趋凉州，突入西夏右厢地区。興宗亲率中路军，以皇太弟耶律重元北院大王耶律仁先为前锋，随后跟进接应。
九月，萧惠率领辽南路军沿着黄河推进，声势浩大，战舰粮艘，绵亘数百里。但是萧惠此人十分轻敌，不设戒备，侦候不远，铠甲悉载车上，军士不得乘马，诸将请求严设戒备一方不测，萧惠傲慢地说：“谅祚必自迎车驾，何暇及我？无故设备，徒自弊耳。”数日不立营栅，没藏讹庞知其不备，遣兵从高坡冲下突击，辽军来不及披甲迎战，西夏军万箭齐发，辽军士卒死伤惨重，萧惠几乎不得脱身。
十月，辽北道行军都统耶律敌鲁古率阻卜诸部军，由北路趋凉州，至贺兰山，没藏讹庞以三千骑扼险拒战，辽乌古敌烈部详隐萧慈氏奴、南克耶律斡里等阵亡，耶律敌鲁古大呼奋击，夏兵败溃，景宗皇后没𠼪氏及官僚、家属皆被辽军俘虏。
次年年初（1050年），没藏讹庞派人将所俘虏的辽军士兵献给宋朝，宋朝岂肯上当，命令边境将领拒绝接受。
二月，西夏军侵入辽国，围住金肃城，被辽国南面林牙耶律高家奴、西南面招讨使耶律仆里笃击败。西夏大将猥货、乙灵纪等阵亡，洼普中创逃走。
三月，战于三角川，复败。欲偷袭辽国威塞堡的夏国士兵反遭到辽都检点萧迭里得率领轻兵袭击，斩候者八人，夏军诸将不及备，迎战，大败，讹都被擒，失辎重器械无数。興宗命西南面招讨使萧蒲奴、北院大王耶律宜新、林牙萧撒末率师伐夏，以行宫都部署别古得监战，北院同知枢密使萧革按军边城为声援，蒲奴等入境围兴州四面，纵兵大掠。
五月，辽军深入西夏境内，四面围攻西夏都城兴庆府，纵兵大掠。没藏讹庞不敢战，令诸城坚壁拒之。西夏将军洼普投降辽国，开始的时候，洼普因为围攻金肃城兵败，没藏讹庞欲诛之，但是因为辽军入侵，于是没藏氏将其在贺兰山练兵以责后效，后来辽军侵入贺兰山的时候夏军惧怕辽军而投降辽国。
六月，辽军攻破摊粮城，此城在贺兰山西北，是西夏的“国中储粮处”。辽兵攻破之，尽发廪积而还。
秋九月，没藏讹庞不甘心兵败，发兵侵入辽国边境，被辽将军耶律敌鲁古遣六院军将海里等击败。当时，夏国主少国疑，战而幸胜，即当服罪请和，息民保境，以图自全。计不出此，致国母被掳，城邑濒危，亦为不善变矣。乃犹收合烬余，狡焉思逞，直自困而已，于契丹乎何损？两书“侵”、书“败”，讥其不知量也。
十月，没藏讹庞深感力量不足，于是开始上表岂和，被興宗拒绝。
十二月，没藏讹庞又一次上表求和，興宗还是不答应。
1051年（皇祐三年、辽重熙二十年）四月，辽来索取原来叛逃西夏的部族。当初景宗的时候纳党项降户数千。河曲之役，请率诸部待罪。后因战胜，不遣。至是辽遣北院都监萧友括来索，没藏氏不与。没藏氏既留降户不遣，萧友括还，恐契丹诘责，奉表乞代党项权献马、驼、牛、羊等物，辽主许之。
興宗因为数次攻打西夏胜负互见，损失不小，却一时难以彻底击败西夏，也同意了西夏的议和，双方各守原来疆界，但是辽国占领西夏的唐隆镇就不还给西夏了。史载：唐隆藩屏夏州，为东北重镇，自经契丹残破，族帐逃亡，契丹以地介河西，不置戍守。没藏氏思经复其地，遣使请之，興宗不许。
九月，西夏进降表于辽国，但辽却以“表不如式”，派遣南面林牙高家奴持诏谕意。
次年（1052年）正月，西夏派遣使者去辽国进贡，興宗以毅宗降非诚心，谕使者曰：“尔主若念国威，不忘姻好，当心怀恭顺，不在贡献勤怠间也。”却其物不受。秋七月，请婚于辽。興宗以没藏氏反覆，不许。冬十月，进誓表于辽。没藏氏遣使上誓表，并请誓诏。興宗赐以车服，而不许誓诏。直到興宗駕崩，辽夏两国一直没有冰释前嫌。

### 结果
1055年道宗繼位之後，积极改变对外关系，辽夏关系开始改善。而在1058年，毅宗12岁，开始参与国政。没藏讹庞又借故杀害了毅宗的亲信高怀正、毛惟昌。五年，没藏讹庞父子阴谋杀害毅宗，毅宗因与没藏讹庞的儿媳梁氏私通，因而获此消息，随即派大将漫咩擒杀讹庞父子及其家属，又杀没藏后，立梁氏为后，结束了没藏氏专权的局面。毅宗亲政之后也积极改善辽夏关系，至此，直到辽国灭亡辽夏关系一直没有发生什么大的波折。

### 评价
《西夏书事》评价：“契丹以谅祚幼弱，强臣用事，常置重兵诸边，戒饬封堠。没藏氏遣近臣吃多已贡物契丹，乞弛守备。契丹主使萧友括慰谕之。”

## 轶闻
興宗在第一次战争兵败之后，仓皇逃命，这时候一个叫罗衣轻的伶官趁着興宗驻马喘息时，刻意搞笑：“陛下您看看鼻子还在吗？”辽夏之间发生战争时，西夏人总爱把被俘的辽人鼻子割掉再放归，罗衣轻以此为乐想逗興宗开心。谁知興宗此时刚捡得性命，听罗衣轻如此说，怒上心头，便叱命旁人把罗衣轻宰了。幸亏当时还是太子的道宗赶紧解劝：「插科打诨的不是黃幡綽」，罗衣轻顺口接腔：“行兵领队的也不是唐太宗”，仍旧不肯服软，继续拿興宗取乐。興宗闻言也笑，知道此次大败全因自己之故，于是就赦免了罗衣轻。